# Casa Riera (Girona)
La Casa Riera és una obra de Girona inclosa a l'Inventari del Patrimoni Arquitectònic de Catalunya.

## Descripció
És un edifici d'habitatges amb planta baixa destinada a magatzem on s'adopta una singular solució estructural mitjançant la utilització de grans arcades que alliberen l'espai. Al capdamunt s'alcen cinc pisos amb tribunes i balcons que es repeteixen tant a la façana anterior com a la posterior. La decoració exterior, que consisteix en un relleu en pedra, fou feta amb la col·laboració del pintor Orihuel.
Els plànols daten d'agost de 1940.